# ラース・ボーム
ラルス・ボーム（Lars Boom、1985年12月30日- ）は、オランダ・フレイメン出身の自転車競技選手。若い頃はシクロクロスで実績を挙げ、後にロードレースに活動の主軸を移した。

## 経歴
- 2001年から2003年、シクロクロスのオランダ国内選手権・ジュニア部門3連覇。

- 2003年にはシクロクロス世界選手権・ジュニア部門でも優勝。

- 2005年、シクロクロス世界選手権・U-23優勝。

- オランダ国内選手権・U-23では、2004年から2006年まで3連覇。

2007年
- オランダ国内選手権のシクロクロス・エリート部門優勝
- シクロクロスとロードレース・個人タイムトライアルのU-23世界選手権を制覇。U-23ロード・個人TTでは、アテネオリンピックのポイントレース金メダリストで、2005年のU-23世界選手権・個人TT優勝者のミハイル・イグナティエフらを破った。

2008年
- イタリアのトレヴィーゾで行われたシクロクロス世界選手権ではエリート部門に出場。同大会同種目3連覇を狙うエルウィン・フェルヴェッケンらを抑え優勝を果たした。
- 国内選手権シクロクロス・エリート部門優勝。

2009年より、ラボバンクのトップチームに昇格。
- ツール・ド・ベルギー総合優勝
- ブエルタ・ア・エスパーニャ第15ステージを制覇、総合55位。

2010年
- 国内選手権シクロクロス・エリート部門優勝
- パリ〜ニース区間1勝(第1)。
- フロット・プライス・ジェフ・シェーレン優勝。

2011年
- 国内選手権シクロクロス・エリート部門優勝
- ツアー・オブ・カタール 区間1勝
- ヘント〜ウェヴェルヘム 9位
- クリテリウム・デュ・ドフィネ プロローグ優勝
- ツアー・オブ・ブリテン 区間2勝・総合優勝

2012年
- パリ〜ルーベ 6位
- ロンドン五輪・個人ロード 11位
- エネコ・ツアー 総合優勝
- ロードレース世界選手権・個人ロードレース 5位

2013年
- ツール・メディテラネアン 区間1勝
- ツール・デュ・オー・ヴァル 区間1勝・総合2位
- ステル・ZLM・トゥル 総合優勝

2014年
- ツール・ド・フランス 区間1勝(第5・石畳区間)

2017年
- ビンクバンク・ツアー　区間優勝（第5ステージ）
- ツアー・オブ・ブリテン 総合優勝
  - 区間1勝（第5、個人タイムトライアル）